# 小行星12358
小行星12358（12358 Azzurra）是一颗绕太阳运转的小行星，为主小行星带小行星。该小行星于1993年9月19日发现。

## 轨道参数
小行星12358的轨道半长轴为417 581 622 km，2.7913210 UA，离心率为0.113。